# James Francis Oswald
James Francis Oswald (21 novembre 1838 - 14 septembre 1908) est un homme politique britannique. 
Il est membre du Parlement, représentant Oldham pour le parti conservateur, au côté de Robert Ascroft, de 1895 jusqu'à sa démission, en 1899, afin de devenir Intendant du Manoir de Northstead. En effet, il est impossible pour un député de démissionner, ainsi, afin de faire quitter son poste à un député, un poste dépendant de la couronne est créé, un député ne pouvant refuser un poste de la couronne.